# Крутое поле (фильм, 1979)
«Крутое поле» — советский художественный фильм, снятый в 1979 году на студии «Мосфильм» режиссёром  Леоном Сааковым.

## Сюжет
Председатель одного из передовых алтайских колхозов, бывший фронтовик Степан Кочкарин, намерен объединить на центральной усадьбе технику и кадры ближайших отстающих хозяйств в единый комплекс, но далеко не у всех находит поддержку. Ряд вопросов, в том числе и о его переизбрании, переносится на осень. Приходит уборочная страда — и председатель в тяжелейших природных условиях без потерь проводит уборку.

## В ролях
- Дмитрий Франько — Кочкарин
- Николай Лебедев — Мусатов
- Ольга Агеева — Маша
- Артем Хохряков (в титрах Хряков)[1] — Сергей
- Анатолий Грачёв — Грачёв
- Евгений Шутов — Андрюшков
- Нина Меньшикова — Серафима
- Пётр Любешкин — дед Иван
- Валентина Ананьина — Глафира
- Александр Савостьянов — Ларцев

### В эпизодах
А. Степанов, Владимир Мышкин, Н. Никольский, Л. Виккел, С. Санашев, Ю. Мартынов, В. Лазарев, Ю. Осипов, Л. Стоянова, Пётр Гилев, С.Семёнова, Юрий Леонидов, Валентина Хмара, Клавдия Хабарова